# 이아목
이아목(Anoplura)은 이목의 하위 아목으로 약 500여 종이 있다. 대표 종으로 사람과 가축의 몸에 기생하는 이(Pediculus humanus)가 있다. 이는 사람과 가축에 기생하여 흡혈하여 심한 가려움증을 일으킬 뿐만 아니라 각종 전염병도 매개하기 때문에, 의학적으로나 수의학적(獸醫學的)으로 주목된다. 몸길이는 0.5-6mm 정도로 작고 납작하다. 머리는 작고, 가슴과 배는 넓게 벌어져, 장타원형이다. 외부기생으로 특히 숙주의 털을 움켜잡고 생활하기 때문에 세 쌍의 다리는 몸에 비하여 매우 굵고, 다리 끝에 발톱이 있다. 이는 빠는 입이 있어 숙주의 피부를 뚫고 혈액을 빨아먹을 수 있다. 이는 난생(卵生)으로, 알은 숙주의 털이나 머리카락 밑둥 언저리에 분비물로 접착시킨다. 알은 성숙란이며, 유충은 금방 부화한다. 대개 3·4령을 거쳐 성충이 되는데, 유충과 성충의 모양이 같다. 성충의 수명은 1 ~ 1.5개월인데, 이 동안 암수컷이 활발히 흡혈하고, 교미해서 계속 산란하는데 알에서 부화한 암컷이 산란하기까지의 기간은 조건이 좋으면 약 20일이다.

## 하위 과
- 해수이과 (Echinophthiriidae)
- Enderleinellidae
- 짐승이과 (Haematopinidae)
- Hamophthiriidae
- 굵은몸쥐이과 (Hoplopleuridae)
- Hybothiridae
- 개이과 (Linognathidae)
- Microthoraciidae
- Neolinognathidae
- Pecaroecidae
- Pedicinidae
- 이과 (Pediculidae)
- 사면발니과 (Phthiridae)
- 가는몸쥐이과 (Polyplacidae)
- Ratemiidae